# Château de Frauenthal
Le château de Frauenthal est un bâtiment historique à Frauental an der Laßnitz, dans le district de Deutschlandsberg en Styrie (Autriche). Son histoire remonte au XVIe siècle. De nos jours, il appartient à la Maison de Liechtenstein et sert de lycée.

## Histoire
En 1542, le château est construit comme résidence d'aristocrates et agrandi en 1675. À l'origine, il a été nommé d'après saint Ulrich. La chapelle du château porte le nom de saint Joseph. De 1812 à 1820, il connut son apogée économique avec le propriétaire Moritz von Fries. En 1820, la propriété a été transférée à la Maison de Liechtenstein. Le prince souverain François-Joseph II y est né le 16 août 1906. En 1969 et 1970, il a été rénové.